# Таблица маршрутизации
Таблица маршрутизации — электронная таблица (файл) или база данных, хранящаяся на маршрутизаторе или сетевом компьютере, которая описывает соответствие между адресами назначения и интерфейсами, через которые следует отправить пакет данных до следующего маршрутизатора. Является простейшей формой правил маршрутизации.
Таблица маршрутизации обычно содержит:
- адрес сети или узла назначения, либо указание, что маршрут является маршрутом по умолчанию
- маску сети назначения (для IPv4-сетей маска /32 (255.255.255.255) позволяет указать единичный узел сети)
- шлюз, обозначающий адрес маршрутизатора в сети, на который необходимо отправить пакет, следующий до указанного адреса назначения
- интерфейс, через который доступен шлюз (в зависимости от системы, это может быть порядковый номер, GUID или символьное имя устройства; интерфейс может быть отличен от шлюза, если шлюз доступен через дополнительное сетевое устройство, например, сетевую карту)
- метрику — числовой показатель, задающий предпочтительность маршрута. Чем меньше число, тем более предпочтителен маршрут (интуитивно представляется как расстояние).

В таблице может быть один, а в некоторых операционных системах и несколько шлюзов по умолчанию. Такой шлюз используется в сетях, для которых нет более конкретных маршрутов в таблице маршрутизации.
| =========================================================================== Interface List 0x1 ........................... MS TCP Loopback interface 0x2 ...00 14 2a 8b a1 b5 ...... NVIDIA nForce Networking Controller 0x3 ...00 50 56 c0 00 01 ...... VMware Virtual Ethernet Adapter for VMnet1 0xd0005 ...00 53 45 00 00 00 ...... WAN (PPP/SLIP) Interface =========================================================================== =========================================================================== Active Routes: Network Destination Netmask Gateway Interface Metric 0.0.0.0 0.0.0.0 89.223.67.129 89.223.67.131 20 60.48.85.155 255.255.255.255 89.223.67.129 89.223.67.131 20 60.48.105.1 255.255.255.255 89.223.67.129 89.223.67.131 20 60.48.172.103 255.255.255.255 89.223.67.129 89.223.67.131 20 60.48.203.116 255.255.255.255 89.223.67.129 89.223.67.131 20 60.49.71.132 255.255.255.255 89.223.67.129 89.223.67.131 20 66.36.138.228 255.255.255.255 89.223.67.129 89.223.67.131 20 66.36.152.228 255.255.255.255 89.223.67.129 89.223.67.131 20 74.108.102.130 255.255.255.255 89.223.67.129 89.223.67.131 20 89.223.67.128 255.255.255.192 89.223.67.131 89.223.67.131 20 89.223.67.131 255.255.255.255 127.0.0.1 127.0.0.1 20 89.255.255.255 255.255.255.255 89.223.67.131 89.223.67.131 20 127.0.0.0 255.0.0.0 127.0.0.1 127.0.0.1 1 164.77.239.153 255.255.255.255 89.223.67.129 89.223.67.131 20 192.168.23.0 255.255.255.0 192.168.23.1 192.168.23.1 20 192.168.23.1 255.255.255.255 127.0.0.1 127.0.0.1 20 192.168.23.255 255.255.255.255 192.168.23.1 192.168.23.1 20 192.168.192.0 255.255.255.0 192.168.192.251 192.168.192.251 1 192.168.192.251 255.255.255.255 127.0.0.1 127.0.0.1 50 192.168.192.255 255.255.255.255 192.168.192.251 192.168.192.251 50 212.113.96.250 255.255.255.255 89.223.67.129 89.223.67.131 20 219.95.153.243 255.255.255.255 89.223.67.129 89.223.67.131 20 224.0.0.0 240.0.0.0 89.223.67.131 89.223.67.131 20 224.0.0.0 240.0.0.0 192.168.23.1 192.168.23.1 20 224.0.0.0 240.0.0.0 192.168.192.251 192.168.192.251 50 255.255.255.255 255.255.255.255 89.223.67.131 89.223.67.131 1 255.255.255.255 255.255.255.255 192.168.23.1 192.168.23.1 1 255.255.255.255 255.255.255.255 192.168.192.251 192.168.192.251 1 Default Gateway: 89.223.67.129 =========================================================================== |
| Пример таблицы маршрутизации при четырёх интерфейсах (loopback, две сетевые карты, VPN-соединение) |

Типы записей в таблице маршрутизации:
- маршрут до сети
- маршрут до компьютера
- маршрут по умолчанию